# Surbajny
Surbajny (deutsch Sorbehnen)  ist ein Dorf in der Woiwodschaft Ermland-Masuren im nordöstlichen Polen. Der Ort gehört zur Gmina Zalewo im Powiat Iławski.
Surbajny liegt in der Moränenlandschaft des Oberlands, fünf Kilometer südöstlich von Zalewo.
Sorbehnen wurde vom Deutschen Orden als Hakenzinsdorf gegründet.
Im Jahre 1874 wurde die Landgemeinde Sorbehnen dem Amtsbezirk Kuppen im Kreis Mohrungen unterstellt. Im Rahmen einer Gebietsreform (Auflösung der Gutsbezirke in Preußen) wurden 1929 die Gutsbezirke Kattern, Mitteldorf und Rombitten nach Sorbehnen eingemeindet. Die neugebildete Gemeinde Sorbehnen gehörte weiterhin zum Amtsbezirk Kuppen und existierte in dieser Form bis 1945. Sie hatte im Jahre 1933: 402 und im Jahre 1939: 367 Einwohner.
Nach der Eingliederung in den polnischen Staat wurde Sorbehnen in Surbajny umbenannt und der neugebildeten Gmina Zalewo zugeschlagen. Surbajny wird vom Schulzenamt in Międzychód (Mitteldorf) mitbetreut. 